# 구포역 열차 전복 사고
구포역 무궁화호 열차 전복 사고(龜浦驛無窮花號列車顚覆事故)는 1993년 3월 28일 오후 5시 30분에 부산광역시(당시 부산직할시) 북구 구포동 내에 있는 경부선 하행선의 구포역 인근 삼성종합건설의 공사현장에서 무궁화호 열차가 전복되어, 78명의 사망자와 198명의 부상자를 낸 사고이다. 이 사고로 1977년 이리역 폭발 사고 당시 사망자수를 경신한 대한민국 최악의 철도사고로 기록되었다.

## 사고 개요
사고발생 5분 전인 오후 5시 24분 경 약 94km/h로 사고가 일어난 공사현장을 앞서 운행한 제175열차(선행 열차)가 통과한 후 노반이 함몰된 것으로 추정된다. 이후 서울역을 오후 12시 45분에 출발하여 부산으로 가던 무궁화호 제117열차(후행 열차, 사고 열차)가 물금역을 오후 5시 23분 경에 통과하여 약 85km/h로 운행하다 구포역을 약 1Km 남겨두고 선로 노반이 침하되어 있는 것을 약 50~100m 전방에서 발견하고 비상제동을 체결하였으나 제동거리가 미치지 못하여 7116호 기관차 및 발전차, 객차 2량 등 총 4량이 탈선·전복되었다.
이 사고로 78명의 사망자와 198명의 부상자가 발생하고, 열차운행이 1일 13시간 30분 동안 불통되었다. 물적 피해로는 열차가 대파되고 선로가 파손되는 등의 피해를 입어 시설물 피해액 총 30억 6천만원을 삼성종합건설 측에 구상하였다. 1977년 이리역 폭발 사고를 넘어서서 대한민국에서 가장 심각한 열차 사고로 기록 되었음에도 사법부는 사고 책임자에 대한 처벌을 면죄해 주다시피 하는 바람에 이후 성수대교 붕괴 사고(1994.10.21)와 삼풍백화점 붕괴 사고(1995.06.29) 등 수많은 대형사고가 이어지는 원인이 되었다.

## 원인
대한민국 철도법 제76조에 의하면 철도경계선으로부터 약 30m 범위 안에서 열차 운행에 지장을 주는 각종 공사는 할 수 없도록 되어 있고, 공사 시 행정 관련기관의 승인을 받은 뒤 시행하도록 되어 있었으나 삼성종합건설이 이를 무시하고 열차 운행선의 노반 밑을 관통하는 지하 전력구를 설치하기 위한 발파작업을 임의로 시행함으로써 사고를 일으켰다.
이후 삼성종합건설은 해당 법률 위반으로 2,550만원의 과징금과 함께 당시 최고수준의 행정처분인 6개월 영업정지와 사장 구속 등을 당하였으며, 1996년에 삼성물산(주)에 흡수합병되었다.
부산고등법원 제2형사부(재판장 김인수)는 1994년 1월 24일에 업무상 과실치사, 뇌물공여 등으로 기소된 16명의 피고인 중에서 삼성종합건설 대표이사 남정우와 토목사업본부장 김창경, 토목담당이사 이홍재, 한국전력공사 지중선사업처장 김봉업, 하도급 업체 사주 박영복 등 5명에 대하여 열차 전복과 관련된 부분은 무죄를 선고하면서 동명기술공단 기술사 남기창에게 원심을 깨고 징역 1년 6개월을 선고하는 등 5명에게 실형을 선고하였다.(부산고등법원 93노1395)

## 방송 중계
일부 방송사에서 정규방송을 중단하여, KBS와 MBC, SBS 속보 · 특보 체제를 편성하였다. 사고 발생 24년 지나서 KBS 그때 그 뉴스에서 방영하고, 사고 발생 26년이 지나서 MBC 뉴스투데이 오늘 다시보기에서 방영하였다.

## 같이 보기
- 이가라키 고원 철도 열차 충돌 참사 (ja:信楽高原鐵道列車衝突事故)
- JR 후쿠치야마선 탈선 사고
- 2023년 오디샤주 열차 충돌 사고

## 참고자료
- 부산, 무궁화호 열차 전복사고,  MBC뉴스, 1993년 3월 28일.
- 부산에서 무궁화호 열차 탈선 전복사고, KBS뉴스, 1993년 3월 28일.